# Юбилей Данте
«Юбилей Данте» (азерб. Dantenin yubileyi) — советский драматический телефильм с элементами мелодрамы 1978 года производства киностудии Азербайджанфильм.

## Синопсис
Фильм рассказывает о старом театральном актёре Фейзулле Кабирлинском, который играет эпизодические роли. Хотя он актёр не талантливый, но предан своему театру. Его коллеги постоянно шутят с ним, но несмотря на это Фейзулла остается спокойным, наивным и смешным человеком. Фильм создан по сценарию Анара. Данная работа — первый опыт Гюльбениза Азимзаде и Анара в полнометражном кинематографе. Фильм снят по заказу ЦТ СССР. Данный фильм является наиболее успешным в карьере актёра Гасана Турабова.

## В ролях
- Гасан Турабов — Фейзулла Кабирлинский
- Зарнигяр Агакишиева — Хадисе
- Вагиф Ибрагимоглу (в титрах — Вагиф Гасанов) — Эльдар
- Алагёз Салахова — Севиль
- Октай Миркасимов — Ялчин
- Рафаэль Дадашев — Джавад Джаббаров
- Эльчин Мамедов — Сиявуш
- Мубариз Алиханоглу — Меджид
- Гаджи Исмаилов — Аликрам
- Земфира Садыкова — Анаханым
- Мамедрза Шейхзаманов — аристократ
- Лейла Шихлинская — Ягут ханум
- Бахтияр Ханизаде — Айдын
- Джахангир Асланоглу
- К. Асланов
- Эльхан Агахусейноглу — мастер дубляжа
- Дашгын Турабов — сбежавший ребёнок
- Рафик Гусейнов
- М. Дадашева
- Джаван Зейналлы — певиц-испонитель мугама
- С. Сулейманова — актриса
- Анар
- Эльчин Эфендиев
- Гасан Аблуч
- Эмин Сабитоглу
- Эльдар Кулиев
- Тогрул Нариманбеков
- Казым Абдуллаев — танцовщик
- Шамси Шамсизаде — звукорежиссёр
- Офелия Санани — мастер дубляжа

### Административная группа
- Автор сценария и режиссёр-постановщик — Анар
- Режиссёр-постановщик — Гюльбениз Азимзаде
- Второй режиссёр — Рафик Дадашев
- Оператор-постановщик — Рафик Камбаров
- Монтажёр-постановщик — Таира Бабаева
- Художник-постановщик — Рафиз Исмаилов
- Художник-гримёр — Эльбрус Вахидов
- Композитор — Эмин Сабитоглу
- Звукооператор — Наталья Нуриева
- Автор текста песни — Александр Блок
- Оркестры — ИА «Мелодия» и Симфонический оркестр Государственного комитета кинематографии
- Светотехник — В. Агаджанов
- Ассистенты режиссёра — Юсиф Ализаде, Юсиф Шейхов
- Ассистенты оператора — Немат Рзаев, Айдын Мустафаев
- Ассистенты художника — Е. Мурадова, Афат Мамедова
- Редактор — Надежда Исмаилова
- Директор фильма — Римма Абдуллаева